# Closer (film)
Closer è un film del 2004 diretto da Mike Nichols, con Jude Law, Natalie Portman, Julia Roberts e Clive Owen, tratto dall'omonima opera teatrale di Patrick Marber.

## Trama
Dan, un giornalista di necrologi aspirante scrittore, si fidanza con Alice, una giovane spogliarellista americana in cerca di fortuna a Londra. Poi però conosce la fotografa Anna, si innamora di lei ed è disposto a tutto pur di averla. Chattando sotto falsa identità con un dermatologo e, fingendosi proprio Anna, Dan spinge il dottor Larry tra le braccia dell'ignara donna.
I due si sposano, ma lo scrittore non si dà per vinto: provoca la separazione tra Larry e Anna, ma finisce per farsi mettere nell'angolo dal dermatologo, che inoltre si concede anche una notte al night club con Alice. Alla fine Alice lascia Dan perché lui la costringe a confessare il tradimento con Larry, che torna con Anna.
Il vero nome di Alice è Jane Rachel Jones, come si scopre quando lei mostra il passaporto alla dogana ritornando negli Stati Uniti d'America. Lei ha sempre nascosto la sua vera identità a Dan, rivelandola unicamente a Larry, che peraltro non le crede, quando questi la incontra nel night club. Chi invece sia Alice Ayres lo si scopre nel finale del film, quando, nel cimitero dove Jane si era presentata come Alice Ayres, Dan fissa la lapide commemorativa della vera Alice Ayres.

## Produzione
Clive Owen, che interpreta la parte di Larry, precedentemente nell'opera teatrale ha interpretato il ruolo di Dan, che nel film è stato invece affidato a Jude Law. Natalie Portman ha girato delle scene di nudo frontale integrale per la scena in cui il suo personaggio si spoglia, ma in accordo con il regista Mike Nichols ha deciso di tagliarle dalla versione definitiva del film.

## Distribuzione
Il film è uscito nelle sale degli Stati Uniti il 3 dicembre 2004 e in Italia una settimana dopo nello stesso anno.

## Colonna sonora
La canzone presente sia all'inizio che alla fine del film è The Blower's Daughter di Damien Rice. Dello stesso artista è anche Cold Water, il cui intro musicale è usato più volte (per esempio quando Alice e Dan entrano per la prima volta nel giardino con le targhe commemorative). Nella scena ambientata nel night club le canzoni in sottofondo sono Smack My Bitch Up dei Prodigy e How Soon is Now degli Smiths.
Quando Dan si trova nello studio di Anna, la musica dello stereo in sottofondo è tratta dal primo atto dell'opera lirica Così fan tutte, del compositore austriaco Wolfgang Amadeus Mozart. La stessa opera è udibile in sottofondo nella scena in cui Dan e Anna discutono nel bar del teatro. Proprio come nel film, il tema dell'opera è il tradimento e lo scambio di coppia.

## Differenze con l'opera teatrale
Nell'opera teatrale Alice muore, mentre Larry e Anna si separano. In seguito Larry inizia una relazione con Polly, una infermiera del suo studio.

## Riconoscimenti
- 2005 - Premio Oscar
  - Candidatura Miglior attore non protagonista a Clive Owen
  - Candidatura Miglior attrice non protagonista a Natalie Portman
- 2005 - Golden Globe
  - Miglior attore non protagonista a Clive Owen
  - Miglior attrice non protagonista a Natalie Portman
  - Candidatura Miglior film drammatico
  - Candidatura Migliore regia a Mike Nichols
  - Candidatura Migliore sceneggiatura a Patrick Marber
- 2005 - Premio BAFTA
  - Miglior attore non protagonista a Clive Owen
  - Candidatura Miglior attrice non protagonista a Natalie Portman
  - Candidatura Migliore sceneggiatura non originale a Patrick Marber
- 2004 - Boston Society of Film Critics Award
  - Candidatura Miglior attore non protagonista a Clive Owen
- 2005 - Critics' Choice Awards
  - Candidatura Miglior cast
  - Candidatura Miglior attore non protagonista a Clive Owen
  - Candidatura Miglior attrice non protagonista a Natalie Portman
- 2005 - Nastro d'argento
  - Miglior doppiaggio maschile a Francesco Pannofino
  - Miglior doppiaggio femminile a Cristina Boraschi
- 2004 - Las Vegas Film Critics Society Award
  - Miglior attore non protagonista a Clive Owen
- 2004 - National Board of Review Award
  - Miglior cast
  - Migliori dieci film
- 2004 - New York Film Critics Circle Award
  - Miglior attore non protagonista a Clive Owen
- 2005 - Satellite Award
  - Candidatura Miglior attore non protagonista a Clive Owen
  - Candidatura Miglior attrice non protagonista a Natalie Portman
  - Candidatura Miglior montaggio a John Bloom e Antonia Van Drimmelen
  - Candidatura Migliore sceneggiatura non originale a Patrick Marber
- 2004 - San Diego Film Critics Society Awards
  - Miglior attrice non protagonista a Natalie Portman
- 2005 - Teen Choice Awards
  - Candidatura Miglior attrice in un film drammatico a Natalie Portman
- 2005 - Central Ohio Film Critics Association
  - Candidatura Miglior film
  - Candidatura Miglior performance da non protagonista a Clive Owen
- 2005 - Dallas-Fort Worth Film Critics Association Awards
  - Candidatura Miglior attore non protagonista a Clive Owen
  - Candidatura Miglior attrice non protagonista a Natalie Portman
- 2005 - London Critics Circle Film Awards
  - Candidatura Attrice dell'anno a Natalie Portman
  - Candidatura Attore britannico dell'anno a Clive Owen
- 2005 - Online Film Critics Society Awards
  - Candidatura Miglior attore non protagonista a Clive Owen
  - Candidatura Miglior attrice non protagonista a Natalie Portman
  - Candidatura Miglior sceneggiatura non originale a Patrick Marber
- 2004 - Vancouver Film Critics Circle
  - Candidatura Miglior attore non protagonista a Clive Owen
  - Candidatura Miglior attrice non protagonista a Natalie Portman
- 2005 - AARP Movies for Grownups Awards
  - Miglior regia a Mike Nichols
- 2005 - American Screenwriters Association
  - Candidatura Premio della scoperta alla sceneggiatura a Patrick Marber
- 2004 - Awards Circuit Community Awards
  - Miglior attore non protagonista a Clive Owen
  - Candidatura Miglior cast
  - Candidatura Miglior attrice non protagonista a Natalie Portman
  - Candidatura Miglior sceneggiatura non originale a Patrick Marber
- 2007 - Cinema Brazil Grand Prize
  - Candidatura Miglior film straniero
- 2005 - Gold Derby Awards
  - Miglior attore non protagonista a Clive Owen
  - Miglior cast
  - Candidatura Miglior film a Cary Brokaw, John Calley e Mike Nichols
  - Candidatura Miglior regia a Mike Nichols
  - Candidatura Miglior attrice non protagonista a Natalie Portman
  - Candidatura Miglior sceneggiatura non originale a Patrick Marber
- 2004 - Golden Schmoes Awards
  - Migliore attrice non protagonista a Natalie Portman
  - Candidatura Miglior attore non protagonista a Clive Owen
  - Candidatura Migliori T&A dell'anno a Natalie Portman
- 2005 - International Cinephile Society Awards
  - Miglior attore non protagonista a Clive Owen
  - Miglior attrice non protagonista a Natalie Portman
- 2005 - International Online Cinema Awards
  - Miglior cast
  - Miglior attore non protagonista a Clive Owen
  - Candidatura Miglior attrice non protagonista a Natalie Portman
  - Candidatura Miglior sceneggiatura non originale a Patrick Marber
- 2005 - Italian Online Movie Awards
  - Candidatura Miglior cast
  - Candidatura Miglior attore non protagonista a Clive Owen
  - Candidatura Miglior attrice non protagonista a Natalie Portman
  - Candidatura Miglior sceneggiatura non originale a Patrick Marber
- 2005 - Online Film & Television Association
  - Miglior attore non protagonista a Clive Owen
  - Candidatura Miglior cast
  - Candidatura Miglior attrice non protagonista a Natalie Portman
  - Candidatura Miglior sceneggiatura non originale a Patrick Marber
  - Candidatura Miglior casting a Mike Nichols
- 2004 - Seattle Film Critics Awards
  - Candidatura Miglior attore non protagonista a Clive Owen
- 2004 - Toronto Film Critics Association Awards
  - Miglior attore non protagonista a Clive Owen

## Omaggi
- L'album di debutto del gruppo Panic! at the Disco, A Fever You Can't Sweat Out, include, suddiviso nei titoli di due canzoni, un riferimento alla frase detta da Alice durante il film («Mentire è il più grande divertimento per una ragazza senza togliersi gli abiti di dosso, ma se lo fa spogliata è meglio»). Le due tracce sono Lying Is the Most Fun a Girl Can Have Without Taking Her Clothes Off (nº7) e But It's Better if You Do (nº9).
- Il duo depressive black metal statunitense Happy Days, ha utilizzato un frammento del film come intro per la loro canzone Abigail, contenuta nel quarto album Cause of Death: Life, pubblicato il 6 marzo 2012.
- Il gruppo depressive black metal statunitense Hanging Garden ha utilizzato dei frammenti del film come intro per le loro canzoni Where I Belong e I Was Cold Beside You, contenute nel secondo album Goodbye Love... Hello Heartache, pubblicato il 25 agosto 2011.

## Slogan promozionali
- «If you believe in love at first sight, you never stop looking.» («Se credete all'amore a prima vista, non finirete mai di cercare.»)
- «Chi ama a prima vista tradisce ad ogni sguardo.» - slogan italiano